# Milovzorova Bay
Die Milovzorova Bay (englisch; russisch Бухта Миловзорова Buchta Milowsorowa) ist eine Bucht an der Knox-Küste des ostantarktischen Wilkesland. Sie liegt nordöstlich des Kap Elliott.
Wissenschaftler einer sowjetischen Antarktisexpedition kartierten und benannten sie 1956. Der Namensgeber ist nicht überliefert. Das Antarctic Names Committee of Australia übertrug diese Benennung in einer transkribierten Teilübersetzung ins Englische.